# Detlef Dezelak
Detlef Dezelak (* 1. August 1964) ist ein ehemaliger deutscher Fußballspieler.
Zwei Jahre lang stand der Stürmer im Bundesliga-Kader des 1. FC Köln. Lediglich am 23. März 1985 gegen den VfB Stuttgart wechselte ihn Trainer Hannes Löhr in der 80. Minute für Jimmy Hartwig ein. 1986 ging er zu Rot-Weiss Essen in die 2. Bundesliga. 1987 (Rot-Weiß Oberhausen) und 1989 (Preußen Münster) versuchte er sich bei anderen Vereinen, kehrte aber jeweils nach einem Jahr wieder nach Essen zurück. Einem Einsatz in der 1. Bundesliga stehen 107 Einsätze (28 Tore) in der Zweiten gegenüber.

## Vereine
- 1984–1986 1. FC Köln
- 1986–1987 Rot-Weiss Essen
- 1987–1988 Rot-Weiß Oberhausen
- 1988–1989 Rot-Weiss Essen
- 1989–1990 Preußen Münster
- 1990–1991 Rot-Weiss Essen

## Statistik
1. Bundesliga
- 1 Spiel

2. Bundesliga
- 107 Spiele, 28 Tore

DFB-Pokal
- 5 Spiele, 1 Tor Rot-Weiss Essen

| Personendaten    | Personendaten            |
| ---------------- | ------------------------ |
| NAME             | Dezelak, Detlef          |
| KURZBESCHREIBUNG | deutscher Fußballspieler |
| GEBURTSDATUM     | 1. August 1964           |